# Аспарухови прабългари
Хан Аспарух преминава река Дунав с група прабългари, която е с неустановена численост и произход. Тези въпроси пораждат многобройни дискусии сред учените.

## Численост
Редица изследователи приемат, че прабългарите на Аспарух не са били многобройни. Професорите Константин Иречек, Юлиян Кулаковски, Александър Бурмов, Васил Златарски, Станчо Ваклинов, Петър Мутафчиев, Димитър Ангелов и др. приемат, че техният общ брой е достигал няколко десетки хиляди, но не повече от 100 000 души. За тези заключения те се позовават на редица обстоятелства. Така например Теофан Изповедник описва прабългарите след смъртта на Кубрат като „разделени на пет части“, поради което „са станали малобройни“ и са били разгромени от хазарите. Конкретно за групата на Аспарух Теофан пише, че той избрал да се засели в естествено защитения Онгъл като подходящ „за (неговия) отслабен от раздялата народ“. Прави впечатление, че идващите на Балканите азиатски племенни групи са съставени обикновено от орди по 10 000 души. Аварите проникват в региона с две такива групи. Заселените в Тракия по време на Юстиниан кутригури и Алцековите прабългари са били също по 10 000 души. Според хрониката на Михаил Сирийски Аспаруховата орда също е наброявала 10 000 души. В тази връзка варират и оценките за числеността на Аспаруховите прабългари, като някои учени приемат, че 10 000 души е бил само броят на мъжете, годни да носят оръжие. Според украинския археолог А. В. Комар общият брой на участниците в кутригурските набези по посока на Долния и Средния Дунав би трябвало да включва около 10 хиляди семейства. Съществува и географско ограничение за евентуалната им многочисленост. Както твърди арменският географ Анания Ширакаци: „Дунав се дели на шест ръкава и образува езеро и остров, наречен Певки. На този остров живее Аспарух, син на Кубрат, който избяга от хазарите.“ Предполага се, че на остров Певки не са могли да се заселят и прехранват много хора заедно с добитъка и конете им. Следва да се отбележи също, че на над 80% от територията на днешна България няма открити прабългарски некрополи. Там където ги има (Добруджа и Лудогорието), те са ограничени. Според монография на Рашо Рашев от 1991 г. това са около 30% от разкритите езически погребения от VII – IX век в двата района. С това се потвърждава факта, че след заселването си в тези региони прабългарите са били малцинство, а в новосъздадената държава като цяло – незначително малцинство.
Някои автори обаче, като учените Димитър Съсълов, Петър Петров, Божидар Димитров, Рашо Рашев, Стефан Йорданов, Ангел Гълъбов и др. допускат значително по-голям брой на дунавските прабългари: от няколкостотин хиляди до 1 000 000 души, но тази теза не е издържана. По това време цялото население на територията където е основана българската държава е било под 1 млн. души. Отделно, изхранването и придвижването на такъв брой хора и животни изисква логистика, непосилна за номадска група. При орда от 300 000 души хората трябва да се грижат и за около 400 000 животни, което означава осигуряване на 1,500 тона храна на ден. Такова количество хора не съответства и на наличните историографски, археологически, лингвистични и генетични данни. Така например в старобългарския език са установени едва няколко прабългарски думи. Изказвани са и предположения, че тази многочисленост е била достигната в резултат на няколко миграционни вълни, но сериозни доказателства за това липсват. В подкрепа на това твърдение се използва писмо на хазарския хаган Йосиф, в което той твърди, че прабългарите са били „многочислени, както е пясъкът в морето, но не са могли да устоят пред хазарите.“ Същевременно се пренебрегва фактът, че оценката се отнася за периода преди разделянето на синовете на Кубрат и унищожаването на държавата им. В подкрепа на многобройността на дунавските прабългари се сочи и фактът, че те са победили византийската армия. Точни сведения за броя на ромейската войска няма, но по това време една имперска армия е наброявала между 15 000 и 25 000 души. Известно е, че първоначално стреснати от нейната многочисленост, прабългарите са избягали и са се скрили в укреплението си. Няма сведения и за броя на армията на Аспарух, но едва ли числеността ѝ е надвишавала 10 000 – 12 000 души. Тоест победата на прабългарите в случая се е дължала не на численото им превъзходство, а на по-добра военна тактика и подходящо въоръжение, а вероятно и на пасионарен ефект.

## Произход
Обикновено се приема, че групата, която Аспарух довежда до Малка Скития, е била съставена основно от оногури, говорещи тюркски език, които дотогава са обитавали земите южно и източно от Азовско море, където се е простирала Стара Велика България. Тюркският произход на прабългарите като цяло не се поставя под съмнение. Но напоследък се налага тезата, че Аспарух е увлякъл и доста славянизирани сармати и анти. През V-VII век в Приазовието местното иранско население е имало продължителни контакти със славяните. Тези контакти са продължили до повсеместното изчезване на иранския език и надделяването на славянския. Масовото присъствие на увлечено славянско и славянизирано иранско население по-убедително може да обясни някои широко известни, но неубедително тълкувани факти от ранната история на прабългарската култура в Долния Дунав. Тюркската традиция се е запазила само сред управляващия елит, населявал предимно Плиско-Преславското поле. Според други изследователи в етническата история примерите за взаимовлияния и сливане на племена с различен произход не са малко и прабългарите са един от тези примери. В етнокултурен аспект те, както и една голяма част от останалите тюркски племена, са били подложени на силни ирански влияния, но по отношение на своя етнолингвистичен произход те спадат към групата на тюркските народи.

## Изводи
На този етап не може да се даде прецизна оценка за числеността и етническия произход на Аспаруховите прабългари. Повечето изследователи приемат, че те не са били многобройни. Съвременните изследвания показват също, че големите евразийски степни съюзи не са били расово еднородни. Модерните интерпретации отхвърлят старите расови теории и такива за определена етническа принадлежност в полза на „историческите реалности в обширните, разноезични степни империи, населявани от множество племена“ и предпочитат етногенетичните теории пред тези за конкретен етнолингвистичен произход.